# 2017 MB7
2017 MB7은 직경이 약 6km(4마일) 정도 되는 외부 태양계로부터 혜성처럼 생긴 궤도에 있는 해왕성 바깥 천체이자 다모클로이드다. 2017년 6월 22일 미국 하와이 할라칼라 천문대에서 PAN-STARRS 조사에 의해 처음 관측되었다. 이 특이한 물체는 알려진 어떤 소행성체 중에서도 가장 큰 궤도를 가지고 있으며, 심지어 2014 FE72보다 더 크다.

## 궤도와 분류
2017 MB7은 16만7878년(세미주축 3043AU)에 한 번씩 4.5–6,082AU의 거리에서 태양을 공전한다. 그것의 궤도는 0.9985의 편심도와 56°의 기울기를 가지고 있다.[2]
0.50보다 큰 편심성을 가지고 있기 때문에, 이 먼 곳의 물체는 마이너 플래닛 센터에 의해 특이한 물체라는 라벨을 붙인다.[4] 존스턴의 보관소는 극한의 궤도 요소와 2 미만의 TJupiter로 인해 다모클로이드[3]에 분류하고, JPL의 소형 신체 데이터베이스에서는 해왕성보다 반주축이 큰 트랜스 네투니아 물체다.[2]